# Бэйань
Бэйа́нь (кит. упр. 北安, пиньинь Běi'ān, буквально: «северное спокойствие») — городской уезд городского округа Хэйхэ провинции Хэйлунцзян (КНР).

## История
В 1917 году здесь был образован уезд Лунмэнь (龙门县), правление которого разместилось в посёлке Лунмэнь. Однако вскоре выяснилось, что в провинции Гуандун также имеются уезд Лунмэнь и посёлок Лунмэнь. Поэтому, чтобы избежать дублирования названий, 14 июля 1917 года уезд Лунмэнь был переименован в Лунчжэнь (龙镇县) (а заодно и посёлок Лунмэнь также был переименован в Лунчжэнь).
В 1932 году в Маньчжурии японцами было создано марионеточное государство Маньчжоу-го. В декабре 1932 года правление уезда Лунчжэнь переместилось из посёлка Лунчжэнь в посёлок Бэйань. В декабре 1934 года в Маньчжоу-го было произведено изменение административно-территориального деления, и уезд Лунчжэнь вошёл в состав новой провинции Лунцзян. 1 января 1939 года уезд Лунчжэнь был переименован в уезд Бэйань. В декабре 1939 года в Маньчжоу-го было произведено ещё одно изменение административно-территориального деления, в ходе которого была создана провинция Бэйань, чьё правительство разместилось именно здесь.
По окончании Второй мировой войны правительство Китайской республики осуществило административно-территориальный передел Северо-Востока, и в январе 1946 года провинции Хэйхэ и Бэйань были объединены в провинцию Хэйлунцзян, правительство которой сначала разместилось в уезде Айгунь, а в июне 1947 года переместилось в Бэйань. В 1947 году провинции Хэйлунцзян и Нэньцзян были объединены в «Объединённую провинцию Хэйлунцзян и Нэньцзян» (сокращённо — провинцию Хэйнэнь), однако вскоре разделены вновь. В 1949 году провинция Нэньцзян была присоединена к провинции Хэйлунцзян, а в 1954 году к провинции Хэйлунцзян была присоединена провинция Сунцзян, и правительство провинции Хэйлунцзян переехало в Харбин.
В 1956 году к уезду Бэйань был присоединён уезд Тунбэй (通北县), а в 1958 — уезд Дэду (德都县). 7 января 1960 года уезд Бэйань был преобразован в городской уезд, однако 29 июня 1963 года городской уезд Бэйань был ликвидирован, а на его месте воссозданы уезды Бэйань и Дэду.
В 1983 году решением Госсовета КНР уезд Бэйань был преобразован в городской уезд.

## Административное деление
Городской уезд Бэйань делится на 6 уличных комитетов (в городе Бэйань), 5 посёлков и 4 волости.
| №  | Название | Название (кит.) | Статус          | Население чел. (2010) | На карте                         |
| -- | -------- | --------------- | --------------- | --------------------- | -------------------------------- |
| 1  | Хэпин    | 和平街道办事处  | уличный комитет | 41574                 | 48°14′35″ с. ш. 126°30′04″ в. д. |
| 2  | Шицюань  | 石泉镇          | поселок         | 39166                 | 47°40′56″ с. ш. 126°37′14″ в. д. |
| 3  | Тунбэй   | 通北镇          | поселок         | 38268                 | 47°46′06″ с. ш. 126°45′58″ в. д. |
| 4  | Чжаолинь | 兆麟街道办事处  | уличный комитет | 32313                 | 48°14′35″ с. ш. 126°30′04″ в. д. |
| 5  | Чжаогуан | 赵光镇          | поселок         | 26598                 | 48°03′36″ с. ш. 126°44′00″ в. д. |
| 6  | Цинхуа   | 庆华街道办事处  | уличный комитет | 25834                 | 48°14′35″ с. ш. 126°30′04″ в. д. |
| 7  | Эрцзин   | 二井镇          | поселок         | 23424                 | 48°21′25″ с. ш. 126°31′41″ в. д. |
| 8  | Чэнцзяо  | 城郊乡          | волость         | 20897                 | 48°14′08″ с. ш. 126°28′53″ в. д. |
| 9  | Янцзя    | 杨家乡          | волость         | 20455                 | 47°50′15″ с. ш. 126°44′46″ в. д. |
| 10 | Бэйгань  | 北岗街道办事处  | уличный комитет | 17771                 | 48°14′35″ с. ш. 126°30′04″ в. д. |
| 11 | Дуншэн   | 东胜乡          | волость         | 16220                 | 48°14′01″ с. ш. 126°39′37″ в. д. |
| 12 | Хайсин   | 海星镇          | поселок         | 16071                 | 47°45′35″ с. ш. 126°54′45″ в. д. |
| 13 | Тенань   | 铁南街道办事处  | уличный комитет | 11422                 | 48°14′35″ с. ш. 126°30′04″ в. д. |
| 14 | Теси     | 铁西街道办事处  | уличный комитет | 9028                  | 48°14′35″ с. ш. 126°30′04″ в. д. |
| 15 | Чжусин   | 主星乡          | волость         | 3089                  | 47°43′33″ с. ш. 126°58′09″ в. д. |

## Соседние административные единицы
Городской уезд Бэйань граничит со следующими административными единицами:
- уезд Сюнькэ — на северо-востоке
- городской уезд Удаляньчи — на севере
- городской округ Суйхуа — на юго-востоке
- городской округ Цицикар — на юго-западе